# آن كارتر
آن كارتر (بالإنجليزية: Ann Carter) هي ممثلة أمريكية، ولدت في 16 يونيو 1936 في الولايات المتحدة، وتوفيت بنفس المكان في 27 يناير 2014 بسبب سرطان المبيض.

## وصلات خارجية
- آن كارتر على موقع IMDb (الإنجليزية)
- آن كارتر على موقع أول موفي (الإنجليزية)
- آن كارتر على موقع قاعدة بيانات الفيلم (الإنجليزية)